# Zosterops
Zosterops är fågelvärldens största släkte som omfattar runt 110 arter i familjen glasögonfåglar inom ordningen tättingar.
Utbredningsområdet sträcker sig från den etiopiska i väst, över den orientaliska och in i den australiska faunaregionen. Det mest framträdande yttre kännetecknet hos fåglarna är vanligtvis en kraftigt markerad, vit ring kring ögonen. Hos ett fåtal arter kan ringarna emellertid istället vara svarta, eller helt saknas. Storleken hos vuxna individer varierar mellan 8 och 15 centimeter, beroende på art.
Troligen utvecklades de många arterna under osedvanligt kort tid, bara fyra miljoner år. Den relativt snabba utvecklingen gör att kunskapen om systematiken i släktet varit bristfällig. DNA-studier visar att arterna i Speirops, Woodfordia och Chlorocharis bör föras hit, medan orangepannad glasögonfågel (Z. wallacei) är mer avlägset släkt.
Även artgränserna inom släktet är kontroversiella. Nyligen utförda studier kring de asiatiska arterna sångglasögonfågeln (tidigare japansk glasögonfågel) och indisk glasögonfågel har resulterat i stora taxonomiska förändringar i form av omfördelning av taxon, ihopslagna arter och nyskapade arter. På samma sätt har genetiska studier av afrikanska glasögonfåglar lett till ommöbleringar. Nedanstående lista följer AviList som inkorporerat de flesta av dessa nya forskningsresultat i sin taxonomi:
- Ceylonglasögonfågel (Z. ceylonensis)
- Gultyglad glasögonfågel (Z. nigrorum)
- Svarthättad glasögonfågel (Z. atricapilla)
- Kenyaglasögonfågel (Z. flavilateralis)
- Mbuluglasögonfågel (Z. mbuluensis)
- Brunsidig glasögonfågel (Z. erythropleurus)
- Kinesisk glasögonfågel (Z. simplex)
- Svartögd glasögonfågel (Z. emiliae)
- Sångglasögonfågel (Z. japonicus)
- Indisk glasögonfågel (Z. palpebrosus)
- Låglandsglasögonfågel (Z. meyeni)
- Marianneglasögonfågel (Z. semiflavus) – utdöd
- Karthalaglasögonfågel (Z. mouroniensis)
- Réunionglasögonfågel (Z. olivaceus)
- Mauritiusglasögonfågel (Z. chloronothos)
- Rostsidig glasögonfågel (Z. borbonicus)
- Gråvit glasögonfågel (Z. mauritianus)
- Abessinglasögonfågel (Z. abyssinicus)
- Sokotraglasögonfågel (Z. socotranus)
- Kamerunglasögonfågel (Z. melanocephalus)
- Skogsglasögonfågel (Z. stenocricotus)
- Grön glasögonfågel (Z. stuhlmanni)
- Kilimanjaroglasögonfågel (Z. eurycricotus)
- Biokoglasögonfågel (Z. brunneus)
- Simenglasögonfågel (Z. poliogastrus)
- Kaffaglasögonfågel (Z. kaffensis)
- Kikuyuglasögonfågel (Z. kikuyensis)
- Príncipeglasögonfågel (Z. ficedulinus)
- Annobónglasögonfågel (Z. griseovirescens)
- Sãotoméglasögonfågel (Z. feae)
- Sotglasögonfågel (Z. lugubris)
- Silverglasögonfågel (Z. leucophaeus)
- Taitaglasögonfågel (Z. silvanus)
- Kanariegul glasögonfågel (Z. senegalensis)
- Angolaglasögonfågel (Z. kasaicus)
- Oranjeglasögonfågel (Z. pallidus)
- Pareglasögonfågel (Z. winifredae)
- Kapglasögonfågel (Z. virens)
- Zambeziglasögonfågel (Z. anderssoni)
- Pembaglasögonfågel (Z. vaughani)
- Mahéglasögonfågel (Z. modestus)
- Madagaskarglasögonfågel (Z. maderaspatanus)
- Grandecomoreglasögonfågel (Z. kirki)
- Mayotteglasögonfågel (Z. mayottensis)
- Gulbukig glasögonfågel (Z. chloris)
- Meratusglasögonfågel (Z. meratusensis)
- Wakatobiglasögonfågel (Z. flavissimus)
- Svartpannad glasögonfågel (Z. atrifrons)
- Sangiheglasögonfågel (Z. nehrkorni)
- Togianglasögonfågel (Z. somadikartai)
- Ljusbukig glasögonfågel (Z. consobrinorum)
- Svartmaskad glasögonfågel (Z. anomalus)
- Svavelstrupig glasögonfågel (Z. minor)
- Tagulaglasögonfågel (Z. meeki)
- Morotaiglasögonfågel (Z. deehani)
- Halmaheraglasögonfågel (Z. atriceps)
- Buruglasögonfågel (Z. buruensis)
- Seramglasögonfågel (Z. stalkeri)
- Mangroveglasögonfågel (Z. flavus)
- Gråbukig glasögonfågel (Z. citrinella)
- Kustglasögonfågel (Z. luteus)
- Gråryggig glasögonfågel (Z. lateralis)
- Wangiwangiglasögonfågel (Z. paruhbesar)
- Malajglasögonfågel (Z. auriventer)
- Sangkarglasögonfågel (Z. melanurus)
- Gråsidig glasögonfågel (Z. everetti)
- Vellalavellaglasögonfågel (Z. vellalavella)
- Nendoglasögonfågel (Z. santaecrucis)
- Sothuvad glasögonfågel (Z. fuscicapilla)
- Vanuatuglasögonfågel (Z. flavifrons)
- Bartyglad glasögonfågel (Z. superciliosus)
- Långnäbbad glasögonfågel (Z. lacertosus)
- Vanikologlasögonfågel (Z. gibbsi)
- Fijiglasögonfågel (Z. explorator)
- Bismarckglasögonfågel (Z. hypoxanthus)
- Biakglasögonfågel (Z. mysorensis)
- Bougainvilleglasögonfågel (Z. hamlini)
- Guadalcanalglasögonfågel (Z. oblitus)
- Makiraglasögonfågel (Z. rendovae)
- Yapglasögonfågel (Z. oleagineus)
- Palauglasögonfågel (Z. finschii)
- Gråbrun glasögonfågel (Z. ponapensis)
- Kosraeglasögonfågel (Z. cinereus)
- Rotaglasögonfågel (Z. rotensis)
- Salomonglasögonfågel (Z. metcalfii)
- Malaitaglasögonfågel (Z. stresemanni)
- Papuaglasögonfågel (Z. novaeguineae)
- Ambonglasögonfågel (Z. kuehni)
- Kaibesarglasögonfågel (Z. grayi)
- Gizoglasögonfågel (Z. luteirostris)
- Kaikecilglasögonfågel (Z. uropygialis)
- Ranonggaglasögonfågel (Z. splendidus)
- Newgeorgiaglasögonfågel (Z. kulambangrae)
- Tetepareglasögonfågel (Z. tetiparius)
- Julöglasögonfågel (Z. natalis)
- Marianerglasögonfågel (Z. conspicillatus)
- Karolinerglasögonfågel (Z. semperi)
- Vitögd glasögonfågel (Z. hypolais)
- Louisiadglasögonfågel (Z. griseotinctus)
- Kolombangaraglasögonfågel (Z. murphyi)
- Större lifouglasögonfågel (Z. inornatus)
- Vitbröstad glasögonfågel (Z. albogularis) – utdöd
- Samoaglasögonfågel (Z. samoensis)
- Lordhoweglasögonfågel (Z. strenuus) – utdöd
- Norfolkglasögonfågel (Z. tenuirostris)
- Mindre lifouglasögonfågel (Z. minutus)
- Nyakaledonienglasögonfågel (Z. xanthochroa)
- Rennellglasögonfågel (Z. rennellianus)